# الإسلام في جنوب آسيا

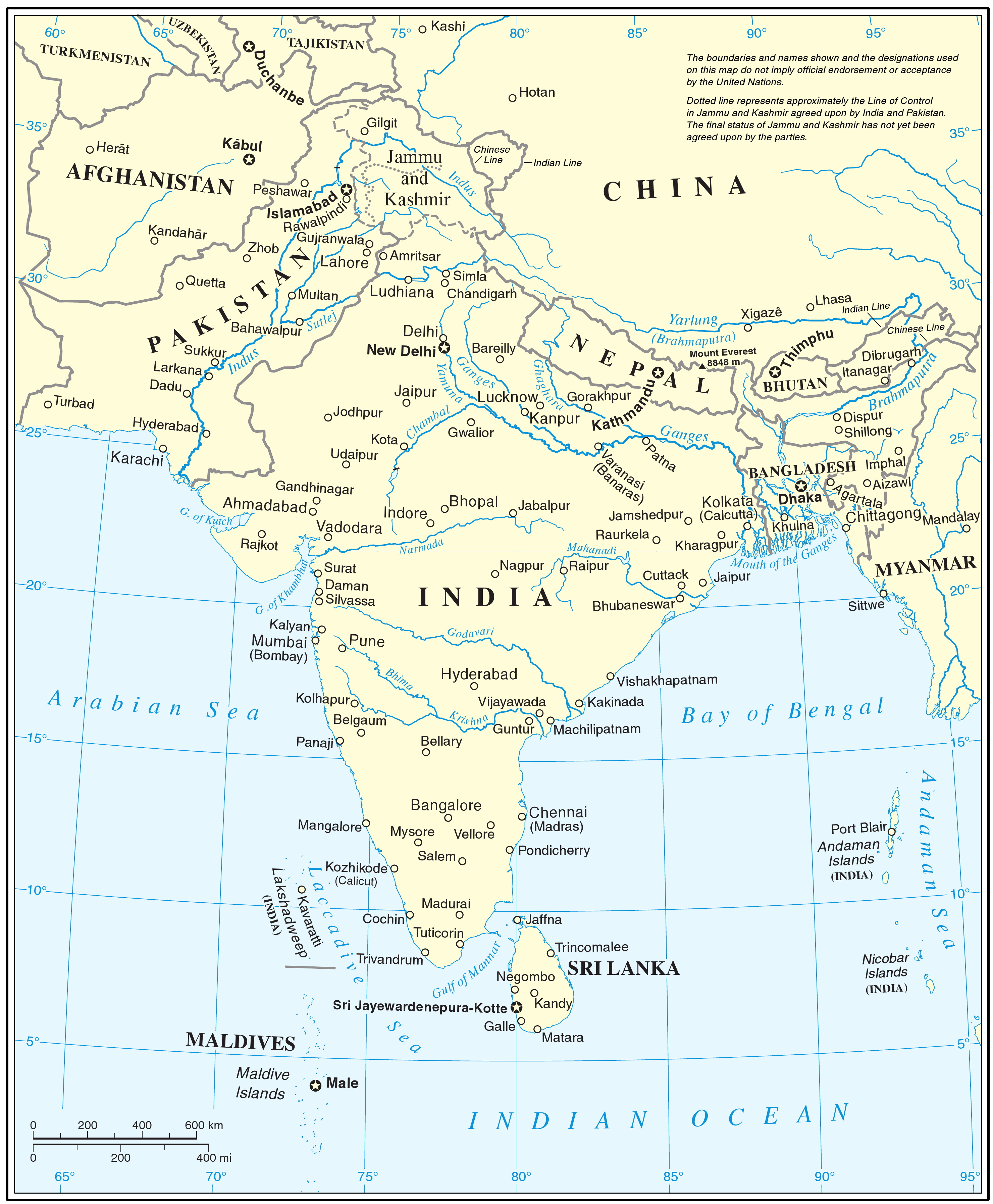
خريطة الهند وباكستان وافغانستان ونيبال واجزاء من الصين ومينمار وكلها تمثل جنوب اسيا

يمثل الإسلام في جنوب آسيا ثاني أكبر ديانة جغرافيا بحوالي 600 مليون مسلم ما يشكل حوالي ثلث سكان جنوب آسيا. يوجد في جنوب آسيا أكبر عدد من المسلمين في العالم بحوالي ثلث المسلمين في جنوب آسيا. يهيمن الإسلام على نصف دول جنوب آسيا منها أفغانستان وبنغلاديش وجزر المالديف وباكستان والهند، التي يشكل بها ثاني أهم الديانات، بينما ينزح للمركز الثالث في كل من سريلانكا ونيبال.
يعتبر مسجد بروادا في مدينة غوغا بولاية كجرات، الذي بُني قبل عام 623 ميلادي ومسجد شيرامان جمعة في ميتالا بولاية كيرلا من أوائل المساجد في جنوب آسيا التي بناها البحارة من التجار العرب.
وقع أول هجوم عربي في عام 635 عندما أرسل حاكم البحرين حملة استكشافية ضد بلدة بهروش الساحلية في ولاية كجرات والتي أدت إلى تجمعات للمهاجرين العرب والفرس من جنوب الجزيرة العربية والخليج العربي إلى بدأ الاستقرار في منطقة الولاية الساحلية. في عام 712 م، غزا الجنرال العربي الشاب محمد بن القاسم الثقفي معظم منطقة السند من أجل الإمبراطورية الأموية، لتصبح مقاطعة "السند" وعاصمتها المنصورة. أصبحت السند المقاطعة الواقعة في أقصى شرق الخلافة الأموية.
وبحلول نهاية القرن العاشر الميلادي، حكم المنطقة العديد من ملوك الهندوس الشاهيين الذين كانوا سيخضعون للسلالة الغزنوية. أسست فرقة بهرة داودية الإسماعيلية الشيعية في كجرات في النصف الثاني من القرن الحادي عشر، عندما أرسل الفاطمي الإمام المستنصر بالله مبشرين إلى كجرات في عام 467 هـ / 1073 م.